# Phare de Nidingen (1946)
Le phare de Nidingen (1946) (en suédois : Nidingens fyr) est un phare actif situé sur l'île de Nidingen, appartenant à la commune de Kungsbacka, dans le Comté de Halland (Suède). Il a remplacé les phares de Nidingen (1834).

## Histoire
L'île de Nidingen est une île basse d'environ 1 km de long, situé dangereusement dans le Cattégat à environ 6 km du point le plus proche de la côte suédoise. C'est une réserve naturelle depuis 1980. On y trouve trois phares : 
- le phare oriental de Nidingen (1934-1946),
- le phare occidental de Nidingen (1934-1946),
- le nouveau phare de Nidingen (1946).

## Description
Le phare actuel en activité  est une tour cylindrique en béton armée  de 23,5 mètres de haut, avec double galerie et une lanterne, attachée à une maison de gardien. Le phare est peint en blanc avec une bande noire. Il émet, à une hauteur focale de 25,5 mètres, trois éclats(blanc et rouge)  selon différents secteurs toutes les 27 secondes. Sa portée nominale est de 22 milles nautiques (environ 41 km) pour le feu blanc.
Identifiant : ARLHS : SWE-289 ; SV-7443 - Amirauté : C0670 - NGA : 1228 .

## Caractéristique dufeu maritime
Fréquence : 8 secondes (W)
- Lumière : 4 secondes
- Obscurité : 4 secondes
- Lumière : 0.7 secondes
- Obscurité : 1.5 secondes
- Lumière : 0.7 secondes
- Obscurité : 8.2 secondes

|                   |
| L'île de Nidingen |

|                  |
| Les trois phares |

### Lien connexe
- Liste des phares de Suède